# John Jakob Raskob
John Jakob Raskob , né le 19 mars 1879 à Lockport dans l'État de New York et mort le 15 octobre 1950 à Centreville dans le Maryland, est un homme d'affaires américain. Il est considéré comme un des fondateurs de l'Empire State Building à New York. Dans les années 1930, il fut favorable à la candidature démocrate d'Alfred E. Smith pour l'élection présidentielles contre Franklin Delano Roosevelt. Il fut l'un des opposants à la politique du New Deal par l'intermédiaire de l'organisation de l'American Liberty League. 
La construction de l'Empire State Building fut placée sous la direction de Starrett Brothers and Eken. Le chantier était financé par John J. Raskob (ancien exécutif de General Motors), qui avait créé, en 1929, associé à Pierre du Pont, Coleman du Pont, Louis G. Kaufman et Ellis P. Earle l'Empire State Inc.

## Distinctions
- Chevalier de l'ordre de Saint-Grégoire-le-Grand